# 伊雷妮·阿贝尔
伊雷妮·阿贝尔（德語：Irene Abel，1953年2月12日—），德国女子竞技体操运动员。她曾代表东德参加1972年夏季奥林匹克运动会体操比赛，获得女子团体全能银牌、女子个人全能第十一名。